# Daphnia occidentalis
Daphnia occidentalis là một loài động vật giáp xác thuộc họ Daphniidae. Đây là loài đặc hữu của Úc.